# Reca
Reca (Hongaars:Réte) is een Slowaakse gemeente in de regio Bratislava, en maakt deel uit van het district Senec.
Reca telt 1244 inwoners. In 1880 was de overgrote meerderheid van de bevolking Hongaars. In 1910 was dat nog ruim 77%. Tegenwoordig vormen de Hongaren een groep van circa 500 personen. In het dorp staat een Hongaars Gereformeerde Kerk.
Bernolákovo · Blatné · Boldog · Čataj · Dunajská Lužná · Hamuliakovo · Hrubá Borša · Hrubý Šúr · Hurbanova Ves · Chorvátsky Grob · Igram · Ivanka pri Dunaji · Kalinkovo · Kaplna · Kostolná pri Dunaji · Kráľová pri Senci · Malinovo · Miloslavov · Most pri Bratislave · Nová Dedinka · Nový Svet · Reca · Rovinka · Senec · Tomášov · Tureň · Veľký Biel · Vlky · Zálesie